# Ла-Горг
Ла-Горг (фр. La Gorgue) — коммуна во Франции, регион О-де-Франс, департамент Нор, округ Дюнкерк, кантон Азбрук. Расположена в 34 км от Лилля и 56 км от Дюнкерка, в 11 км от автомагистрали А25, в месте впадения в реку Лис ее притока Лав.
Население (2017) — 5 635 человек.

## Достопримечательности
- Здание мэрии с беффруа
- Церковь Святого Петра конца XIX века
- Церковь Сакре-Кёр 20-х годов XX века

## Экономика
Структура занятости населения:
- сельское хозяйство — 1,0 %
- промышленность — 14,7 %
- строительство — 13,0 %
- торговля, транспорт и сфера услуг — 39,9 %
- государственные и муниципальные службы — 31,3 %

Уровень безработицы (2017) — 14,4 % (Франция в целом — 13,4 %, департамент Нор — 17,6 %). 

Среднегодовой доход на 1 человека, евро (2017) — 19 890 (Франция в целом — 21 110, департамент Нор — 19 490).

## Демография
Динамика численности населения, чел.

## Администрация
Пост мэра Ла-Горга с 2008 года занимает Филипп Майё (Philippe Mahieu). На муниципальных выборах 2020 возглавляемый им независимый список победил в 1-м туре, получив 86,91 % голосов.
| Период | Период | Фамилия         | Партия                                                   | Примечания                 |
| ------ | ------ | --------------- | -------------------------------------------------------- | -------------------------- |
| 1959   | 1971   | Луи Флипо       |                                                          | пивовар                    |
| 1971   | 2001   | Жерар Бён       | Союз за французскую демократию                           | директор школы             |
| 2001   | 2008   | Кристиан Дефевр | Союз за французскую демократию, Демократическое движение | преподаватель университета |
| 2008   |        | Филипп Майё     |                                                          | коммерсант                 |

## Галерея

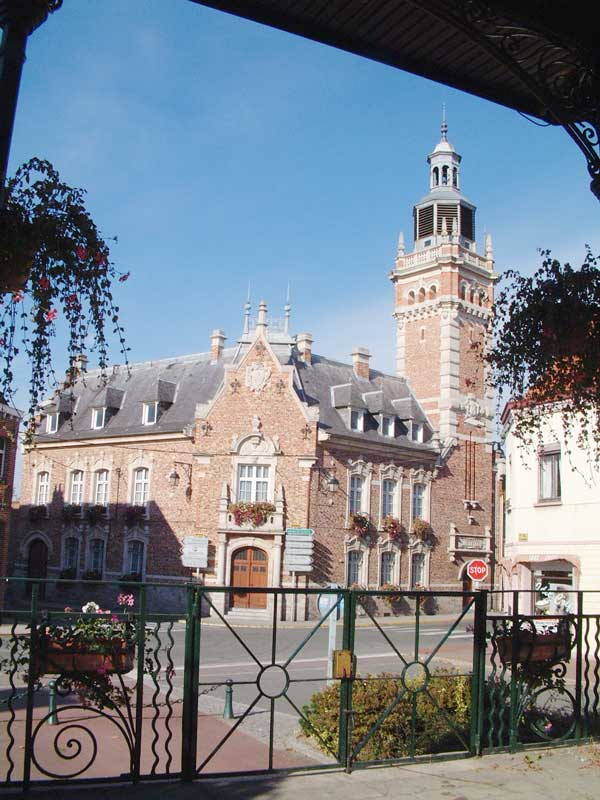
Мэрия
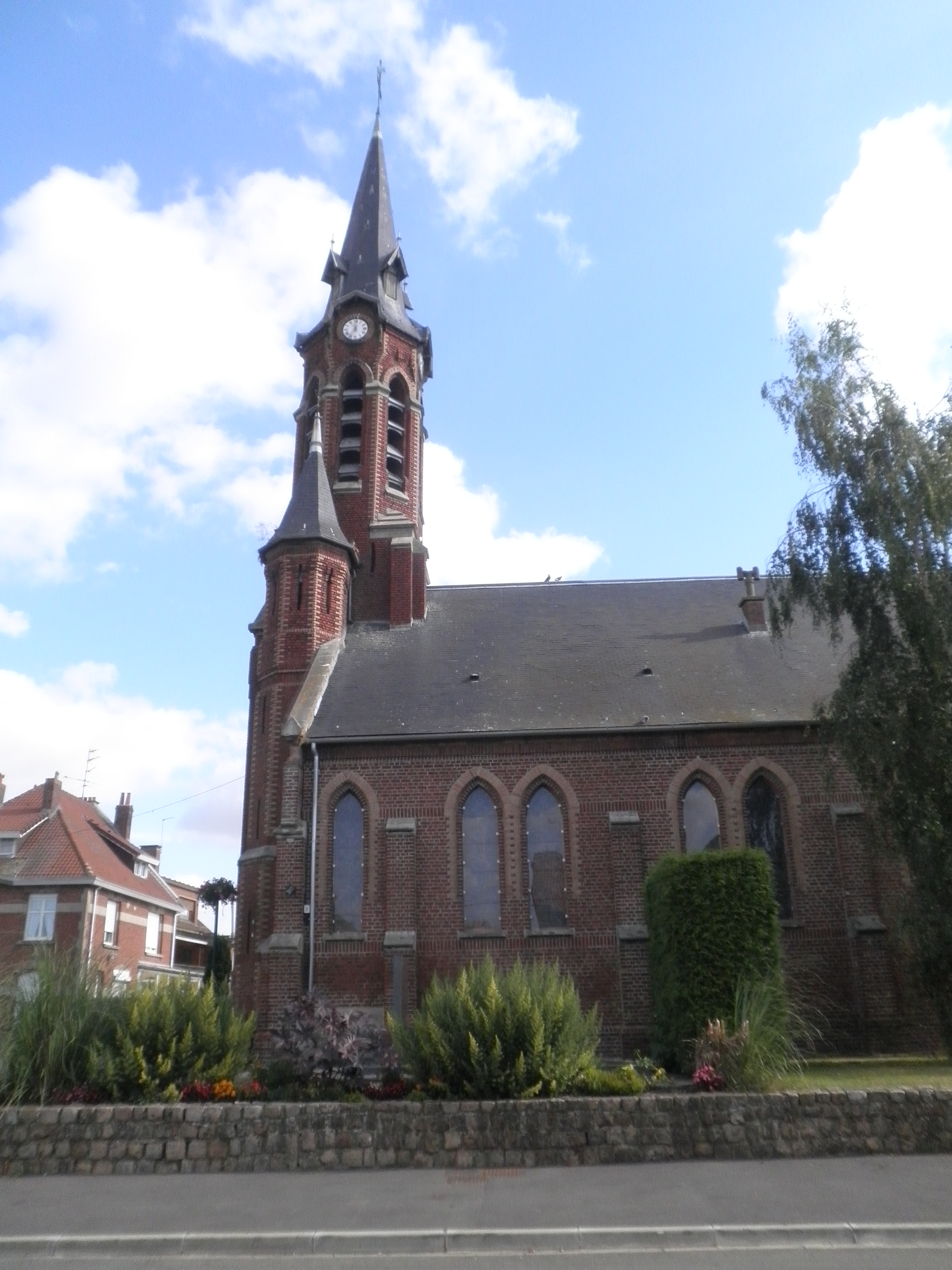
Церковь Сакре-Кёр
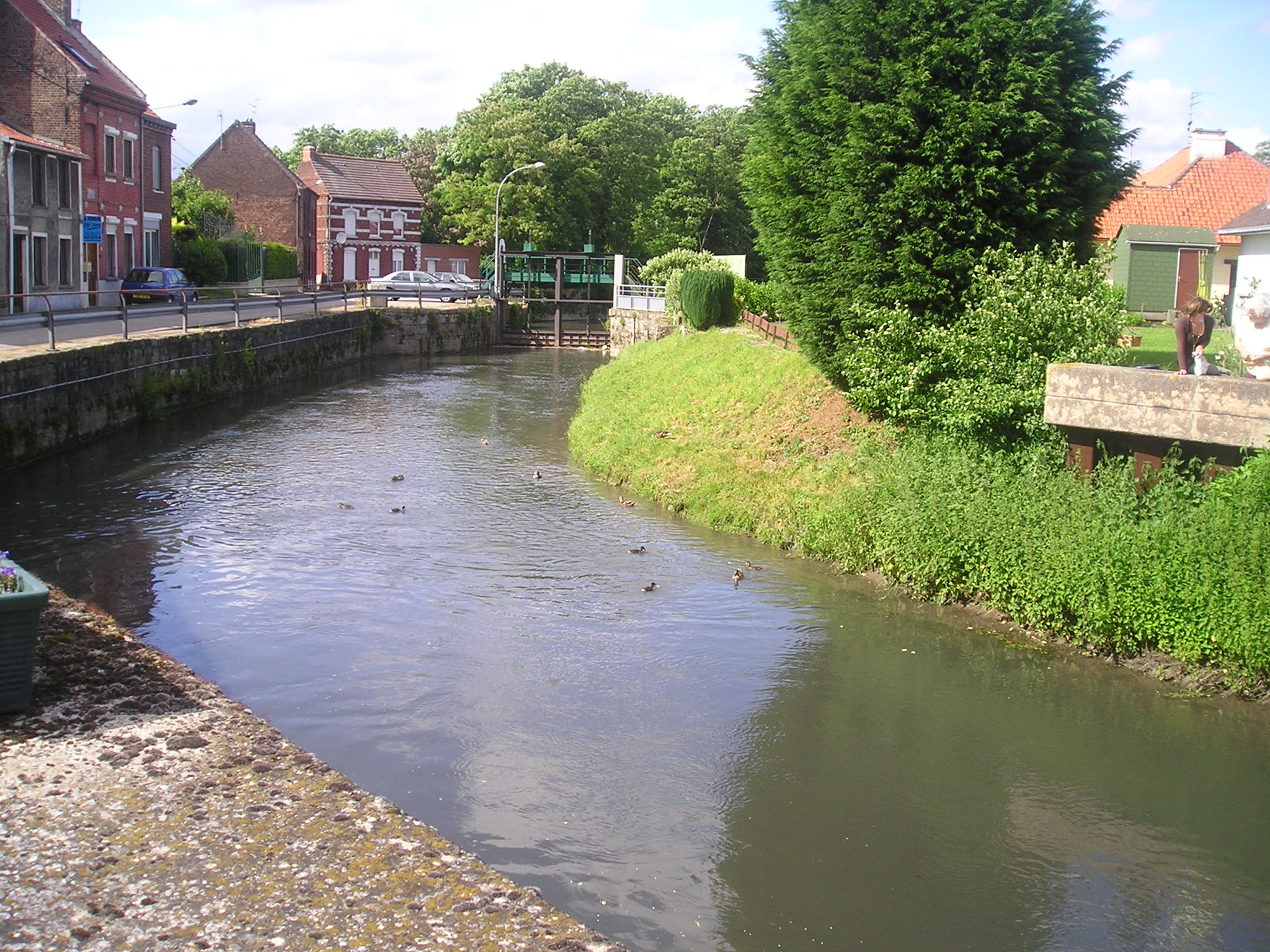
Река Лав